# Чирково (Кирилловский район)
Чирково — деревня в Кирилловском районе Вологодской области.
Входит в состав Николоторжского сельского поселения, с точки зрения административно-территориального деления — в Николо-Торжский сельсовет.
Расстояние по автодороге до районного центра Кириллова — 39 км, до центра муниципального образования Никольского Торжка — 14 км. Ближайшие населённые пункты — Охремково, Павлоково, Страхово.
По переписи 2002 года население — 4 человека.